# چهارالدین بوخلدا
چهارالدین بوخلدا (انگلیسی: Chahreddine Boukholda؛ زادهٔ ۲۴ مهٔ ۱۹۹۶) بازیکن فوتبال اهل فرانسه است.